# Montacuta donacina
Montacuta donacina är en musselart som först beskrevs av S. V. Wood 1802.  Montacuta donacina ingår i släktet Montacuta och familjen Lasaeidae. Inga underarter finns listade i Catalogue of Life.